# Eishockey-Eredivisie (Niederlande) 1970/71
Die Saison 1970/71 war die elfte Spielzeit der Eredivisie, der höchsten niederländischen Eishockeyspielklasse. Meister wurden zum insgesamt zweiten Mal in der Vereinsgeschichte die Tilburg Trappers, da den Eaters Geleen aufgrund des Einsatzes von zu vielen ausländischen Spielern der Titel nicht verliehen wurde.

## Modus
In der Hauptrunde absolvierte jede der fünf Mannschaften insgesamt acht Spiele. Der Erstplatzierte der Hauptrunde wurde Meister. Für einen Sieg erhielt jede Mannschaft zwei Punkte, bei einem Unentschieden gab es einen Punkt und bei einer Niederlage null Punkte.

## Hauptrunde

### Tabelle
|    | Klub               | Sp | S | U | N | T  | GT  | Punkte |
| -- | ------------------ | -- | - | - | - | -- | --- | ------ |
| 1. | Eaters Geleen      | 8  | 7 | 0 | 1 | 78 | 17  | 14     |
| 2. | Tilburg Trappers   | 8  | 7 | 0 | 1 | 74 | 32  | 14     |
| 3. | H.H.IJ.C. Den Haag | 8  | 3 | 0 | 5 | 50 | 45  | 6      |
| 4. | S.IJ. Den Bosch    | 8  | 3 | 0 | 5 | 34 | 16  | 6      |
| 5. | HC Rotterdam       | 8  | 0 | 0 | 8 | 8  | 104 | 0      |

Sp = Spiele, S = Siege, U = Unentschieden, N = Niederlagen